# Jožin z bažin
Jožin z bažin (deutsch Josef aus dem Sumpf, in der deutschen Variante „Schlemihl Emil“) ist ein Lied der tschechischen Gruppe Banjo Band. Bei dem Lied handelt es sich um eines der populärsten von Ivan Mládek. Jožin z bažin wurde 1977 erstmals im Album Nashledanou! (tschechisch für Wiedersehen!) veröffentlicht.

## Inhalt

Bekannte Personen aus dem Video von Jožin z bažin
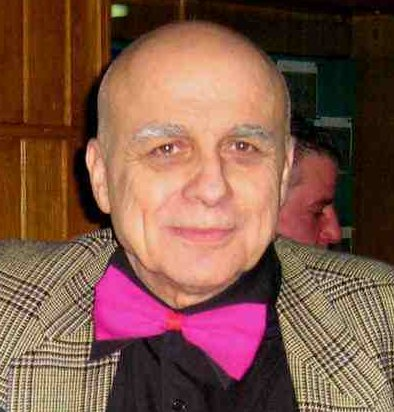
Ivan Mládek, 2008
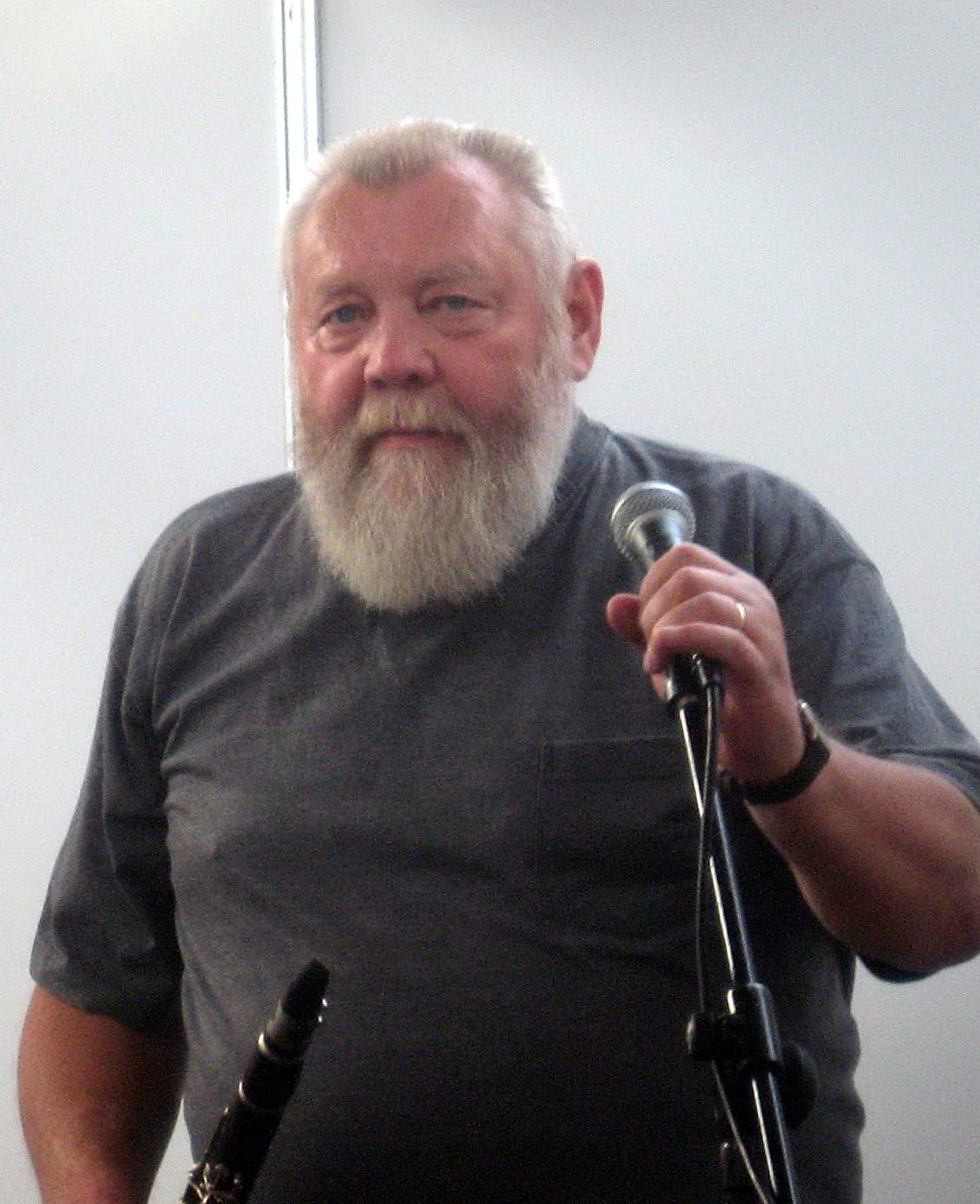
Ivo Pešák, 2007 (1944–2011)

Der Text selber ist eine Parodie auf mittelalterliche Sagen und Legenden, wo ein mutiger Ritter ein entferntes Königreich von einem unheimlichen Ungeheuer befreit und hierfür die Prinzessin und das halbe Königreich bekommt. Im Fall von Jožin z bažin behandelt der Text den Menschenfresser Jožin, der in den Sümpfen bei der Stadt Vizovice lebt und hauptsächlich Prager frisst („žere hlavně Pražáky“). Der Held der Parodie befindet sich mit seinem Škoda 100 auf der Durchreise und erfährt beim Slivovitz-Trinken vom Vorsitzenden des JZD, der Landwirtschaftlichen Genossenschaft in der Tschechoslowakei, dass derjenige, der das Monster fängt, seine Tochter und die Hälfte des JZD bekommt. Der Held besprüht das Monster mit einem Agrarflugzeug („práškovací letadlo“ - Let Z-37) und verkauft es an den Zoo.
Der Autor Ivan Mládek schrieb auch eine deutschsprachige Variante („Schlemihl Emil“), mit leicht adaptiertem Inhalt. So änderte er den Namen Jožin in Emil und passte einige Textstellen den neuen Reimen an.

## Hintergrund
Das Lied wurde von Zdeněk Kňučík Navrátil aus Gottwaldov (heute Zlín) initiiert, einer Stadt die international für ihre Schuhfabrikation bekannt ist. Ursprünglich wollte er sein Gedicht über einen Exhibitionisten, der aus dem Sumpf steigt und sich den Arbeiterinnen einer Schuhfabrik aussetzt, vertonen und aufnehmen. Ivan Mládek wusste jedoch, dass ein Lied über einen Exhibitionisten in den stark kontrollierten Medien im Sozialismus keine Freigabe erhalten würde. Er schlug also vor, die Geschichte in ein Märchen zu verwandeln. Navrátil stimmte zu und versprach Mládek eine große Korbflasche Sliwowitz für das Komponieren und Aufnehmen des Liedes.

## Entwicklung zum Internetphänomen
Dank Youtube verbreitete sich das Video ab 2008 als Internetphänomen. Besonders in Polen gelangten zahlreiche Varianten ins Radio und Fernsehen. In Russland verbreitete sich das Video ebenso, hier mit einem Bezug auf den Präsidenten Wladimir Putin.
Abgesehen vom Erfolg in Tschechien und der Slowakei, wurde der Titel in polnischer Sprache seit 2007 durch Youtube bekannt. Joko und Klaas machten das Internetphänomen im deutschsprachigen Raum durch gezeigte Ausschnitte bekannt und machten das Originalvideo dazu im Oktober 2016 nach. Danach diente es in der Sendung immer wieder als Running Gag. es dient auch als Notfallband des Senders Pro7.
In der 149. Folge der russischen Zeichentrickserie Masjanja wurde am Ende eine russische Parodie auf das Videos und das Lied gesungen.
Die Band Metallica coverte das Lied im April 2018 auf einem Konzert in der Prager O2 Arena.
Im Juli 2018 veröffentlichen die Geschichtsvermittler und Filmausstatter „Kaptorga - Visual History“ auf Youtube eine Parodie, in welcher sie zur Melodie von Jožin z bažin das durch Popkultur weitverbreitete falsche Erscheinungsbild von „Wikingern“ persiflieren.